# Вымпел (стадион)
«Вымпел» — домашняя арена футбольного клуба «Вымпел». Стадион расположен в подмосковном городе Королёв на улице Октябрьский бульвар. Построен в 1961 году, реконструирован в 2017—2018 годах. Является главной спортивной ареной города.

## История
Возведение стадиона продолжалось три года — строительство началось в 1958 году. Стадион вошел в перечень строек социально-бытовой сферы, который утвердил Сергей Королёв, давший таким образом начало новому этапу развития города. Проектированием всех зданий и сооружений стадиона занималась главный архитектор Калиниграда — Любовь Гулецкая.
Новый стадион было решено построить ближе к зелёной зоне Акуловского водоканала. Место для стадиона выбрала Гулецкая.
Возводили объект в ударном темпе, однако, по разным причинам, работы остановились. Сергей Королев принял решение объявить стадион «народной стройкой», и к работам присоединились не только опытные строители, но и работники конструкторского бюро и просто жители города. Строительство будущего стадиона снова возобновилось в прежним темпе. Открытие стадиона состоялось 14 июня 1961 года.
Стадион был одним из современных на то время спортивных сооружений в Подмосковье: с трибунами на 10 тысяч зрителей, большим павильоном с залами для гимнастики, бокса, волейбола и баскетбола, с закрытым плавательным бассейном.
В 2017—2018 годах проведена полная реконструкция стадиона. Был открыт физкультурно-оздоровительный комплекс, ледовый дворец имени хоккеиста Алексея Касатонова.
На «Вымпел» играет одноименная команда, которая является наследницей первых спортивных коллективов первой Болшевской трудовой коммуны.

## Галерея

Стадион Вымпел
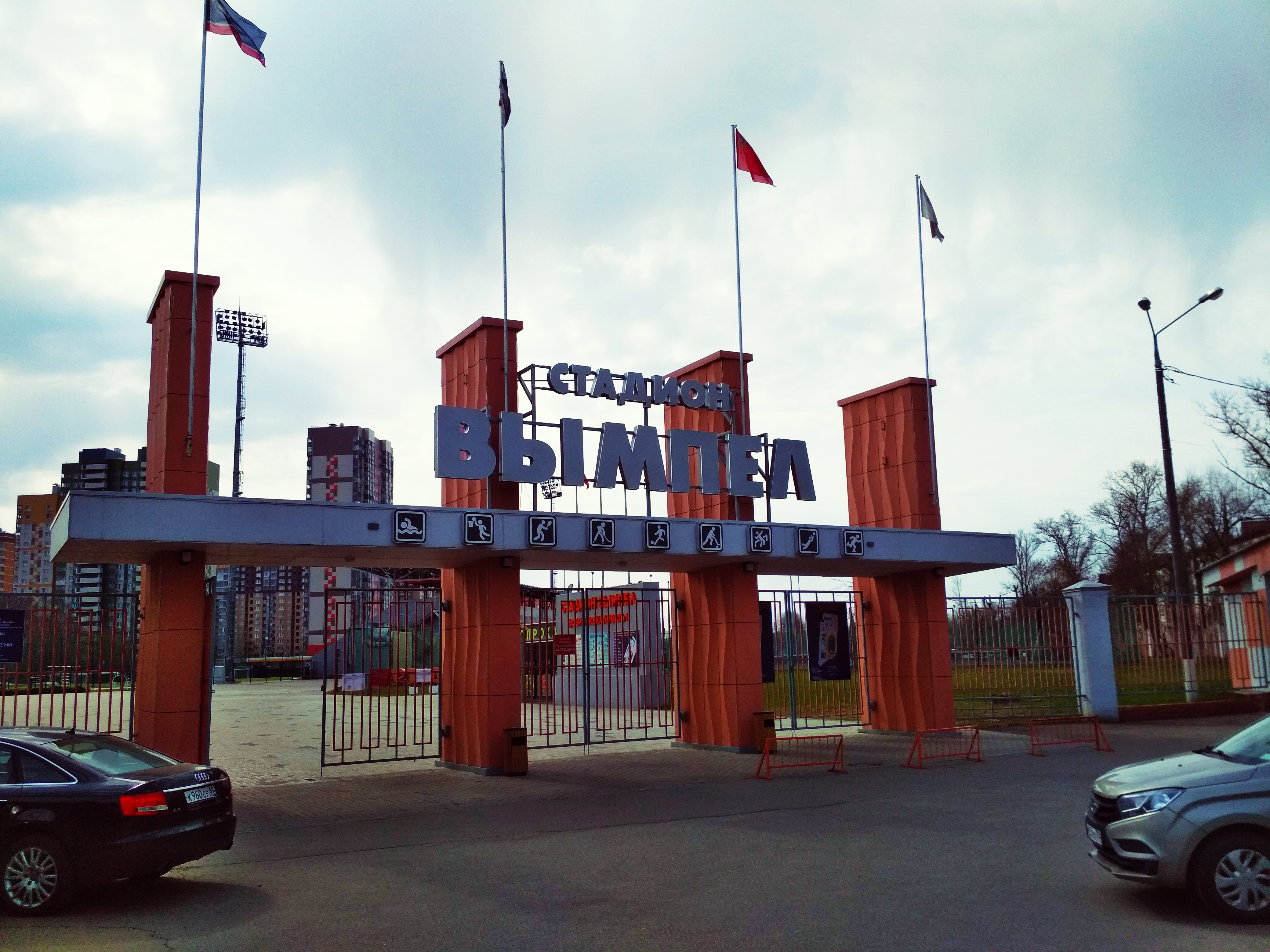
Главный вход стадиона, 2021 год
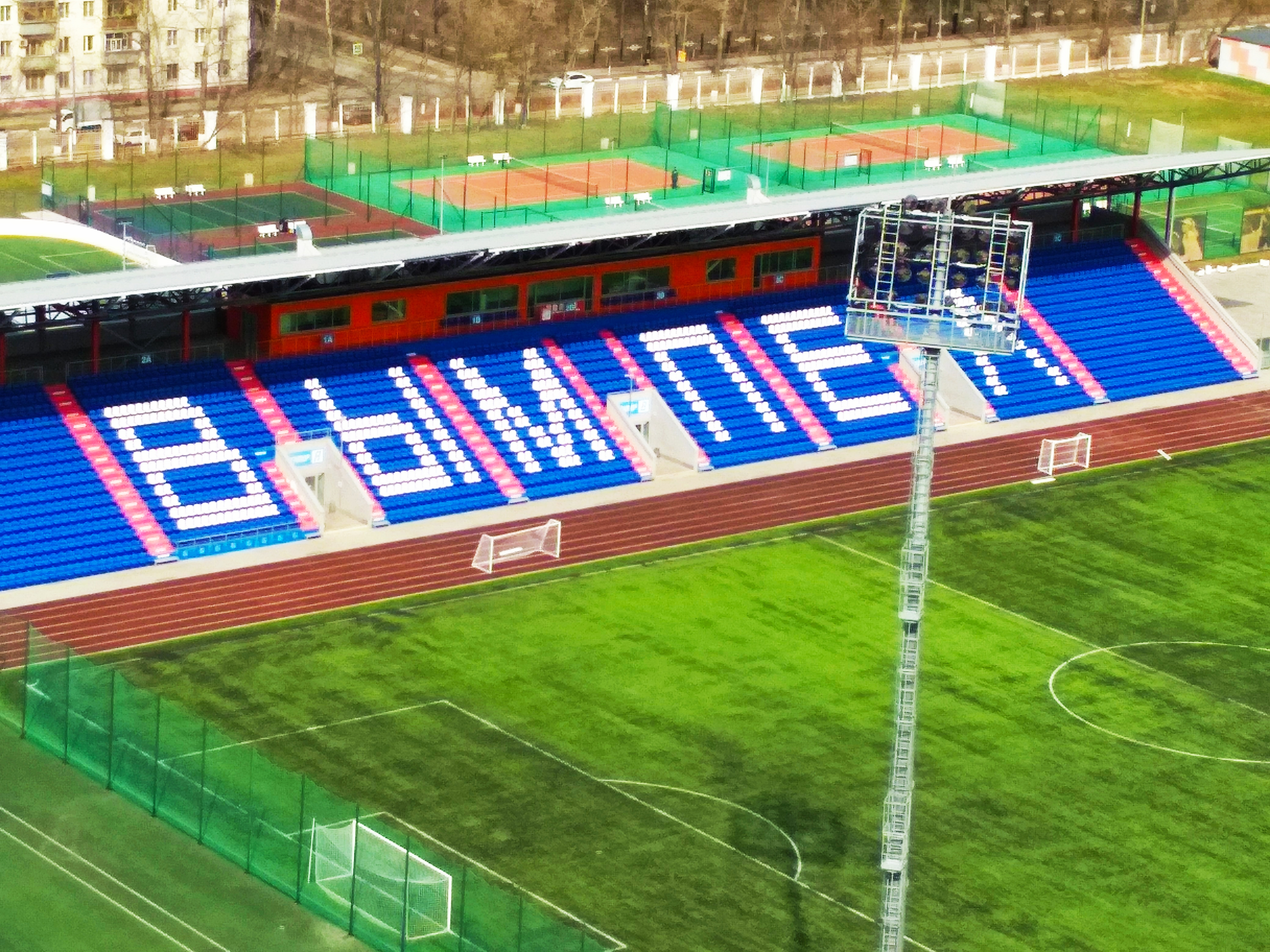
Трибуна для зрителей
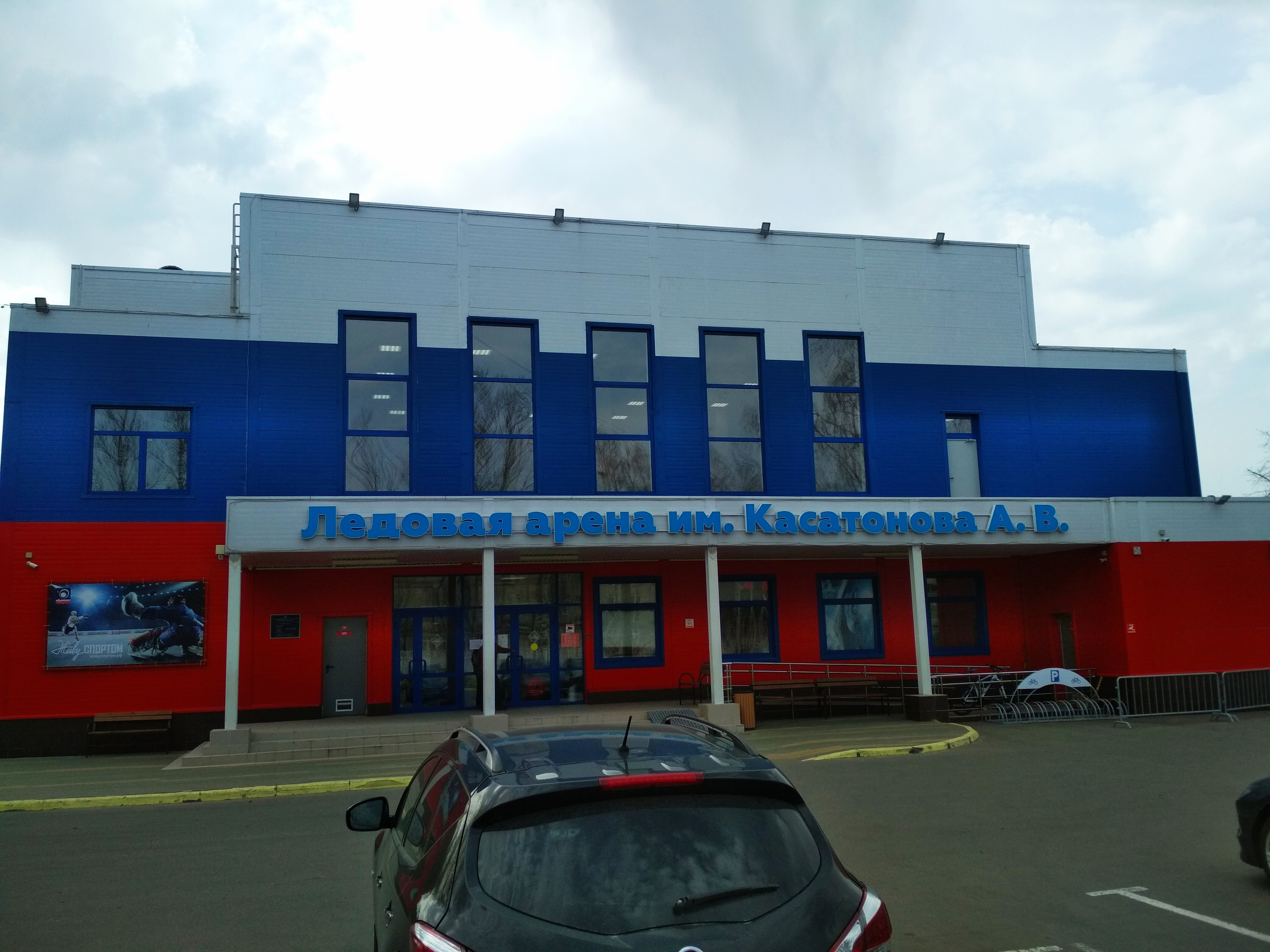
Ледовая арена им А. В. Касатонова
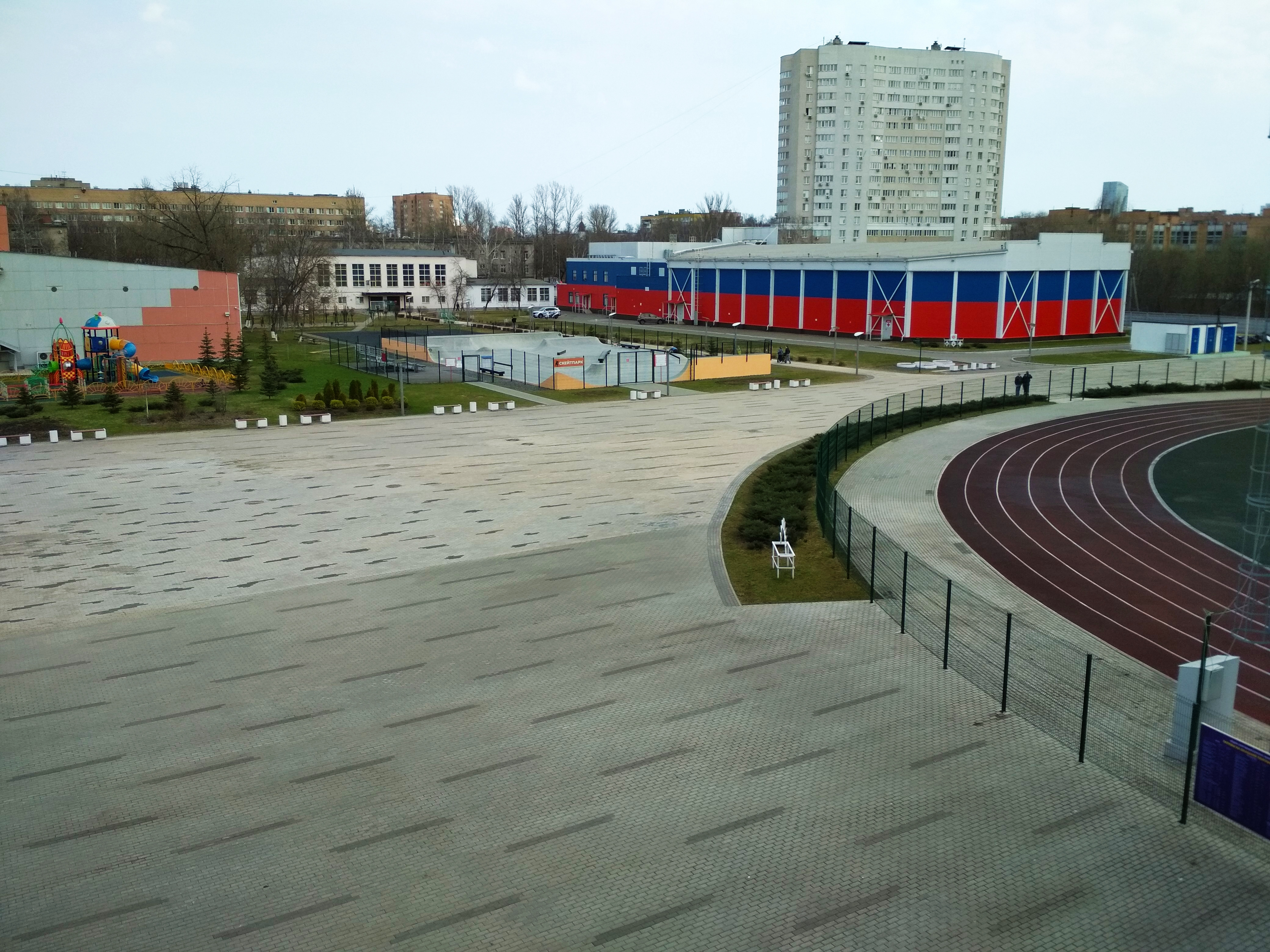
Справа здание ледового дворца
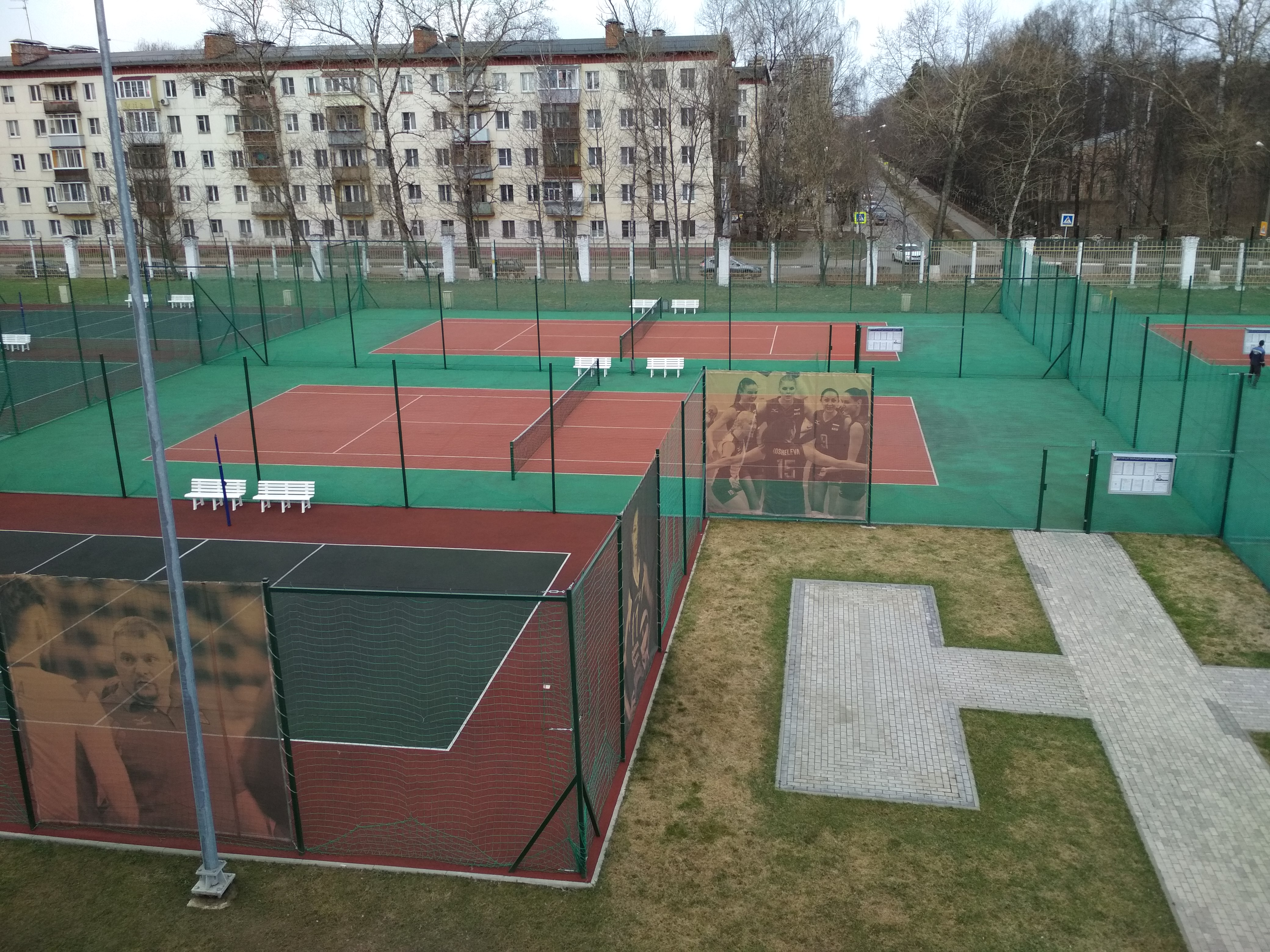
Теннисные корты
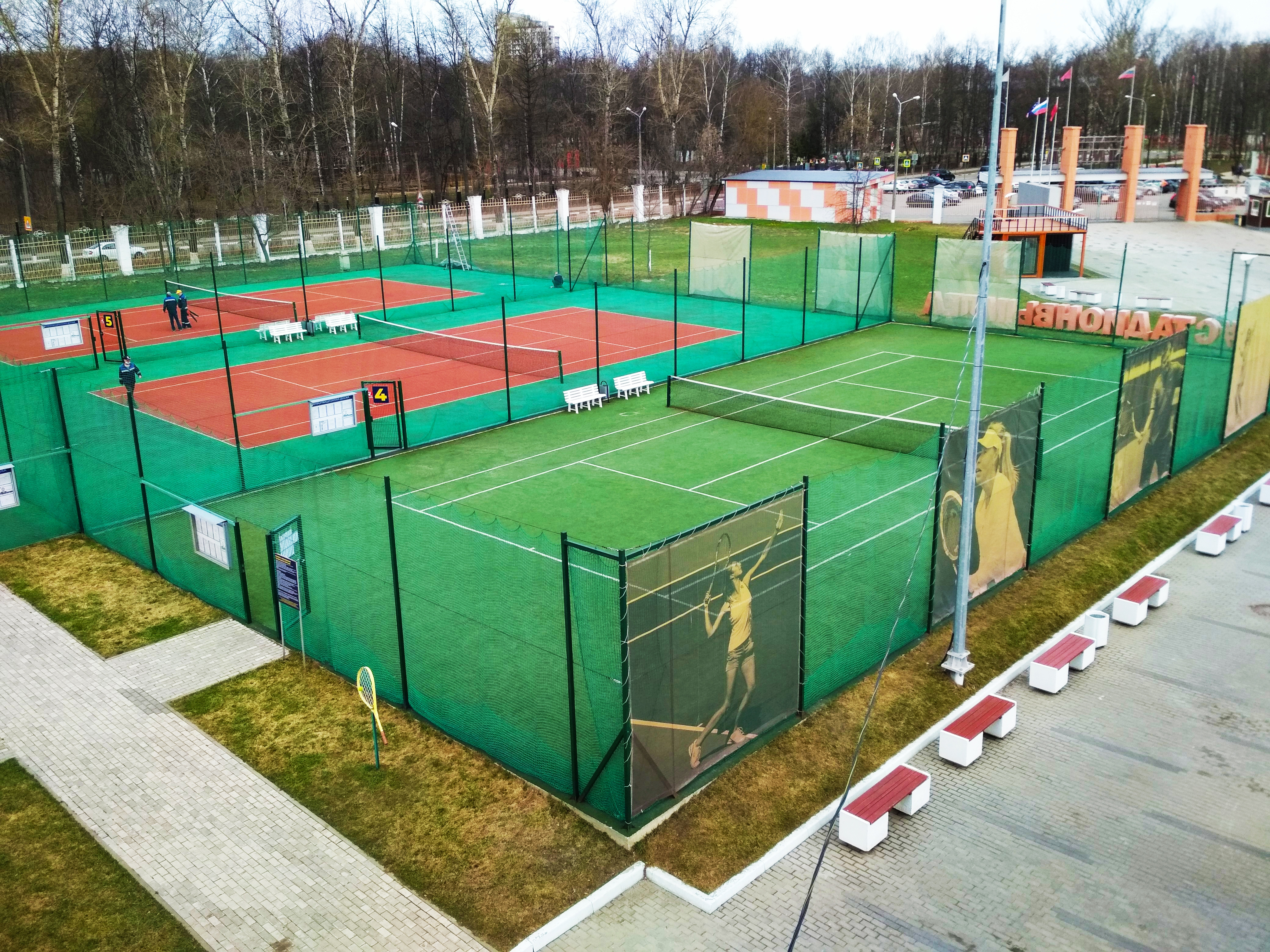
Вид на теннисные корты
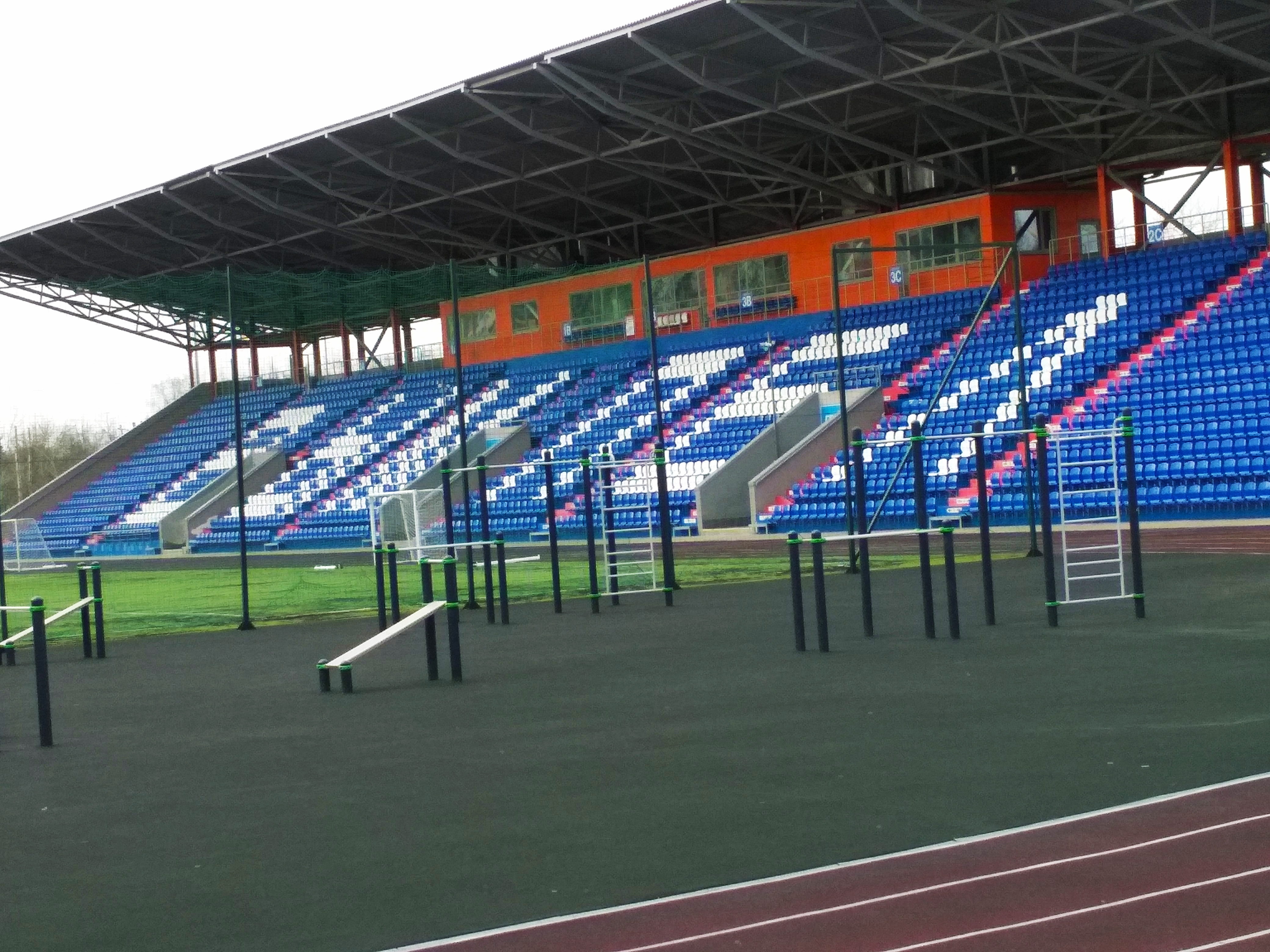
Вид на трибуну для зрителей
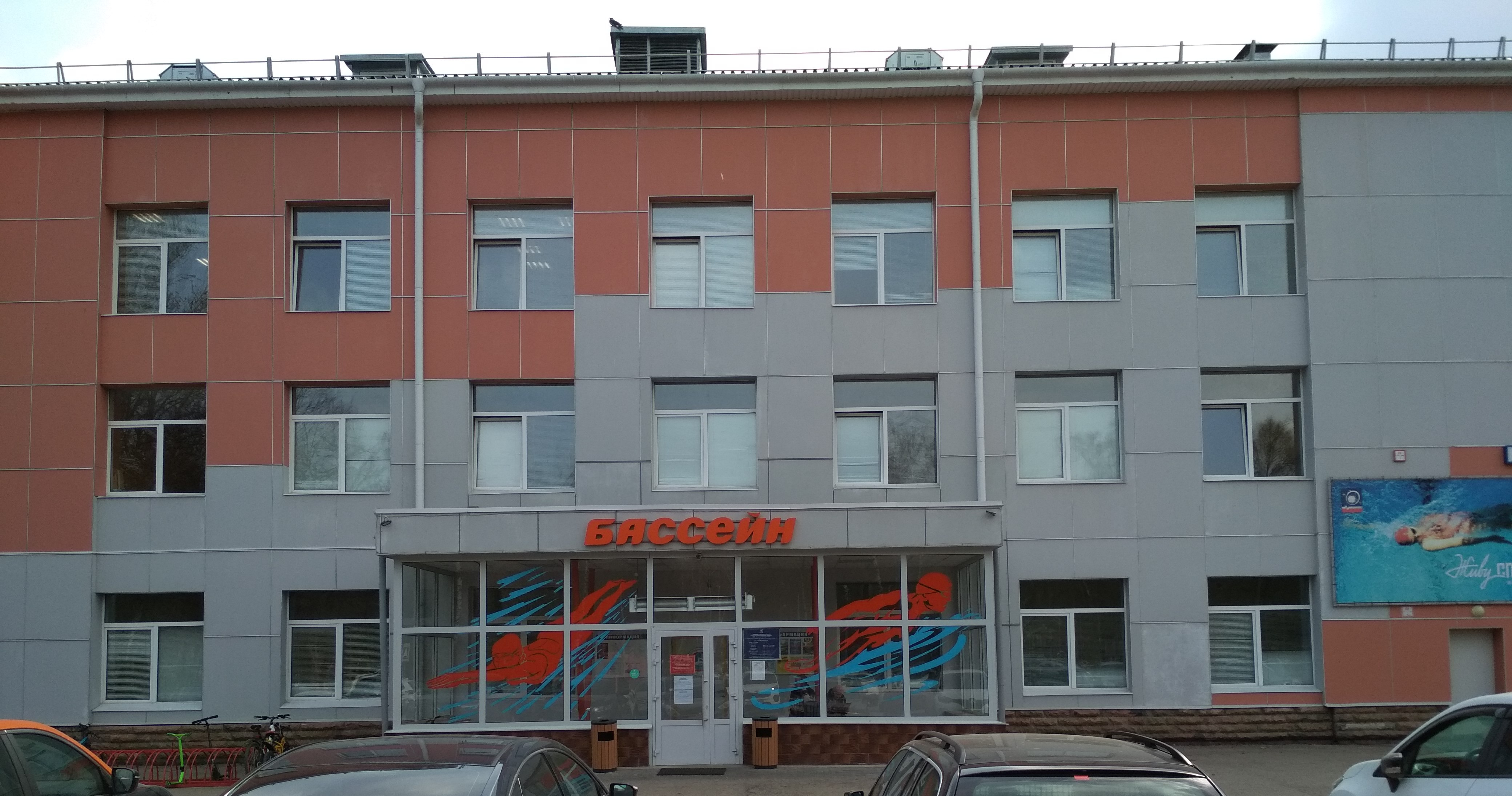
Здание бассейна